# سلسلة كيميائية طيفية
سلسلة الطيف الكيميائية هي قائمة بروابط مرتبة حسب قوة ارتباطها مع أيونات المعادن على أساس عدد تأكسد مجموعات العناصر وهويتها. في نظرية المجال البلوري, الروابط تحدث تغيير بالفرق في الطاقة بين المدار ذري (Δ) يدعى معامل حقل انفصال الروابط والذي يتجلى أساسا في الاختلافات في اللون للمركبات المكونة من المعادن والروابط الكيميائية

## سلسلة الطيف الكيميائية للروابط
كان أول اقترح لهذه السلسلة في عام 1938 بناء على نتائج امتصاص الأطياف من مركبات الكوبالت المعقدة
تكوين السلسلة تم من خلال ترتيب الروابط من الادنى Δ  إلى الأكبر Δ من جيث القيمة (شاهد الجدول  ربيطة)
O22−< I− < Br− < S2− < SCN− (S–bonded) < Cl− < N3− < F−< NCO− < OH− < C2O42− ≈ H2O < NCS− (N–bonded) < CH3CN < py (pyridine) < NH3 < en (ethylenediamine) < bipy (2,2'-bipyridine) < phen (1,10-phenanthroline) < NO2− < PPh3 < CN− ≈ CO
الروابط التي تقع في الناحية اليسرى من السلسلة تعتبر روابط ضعيفة  ولا يمكنها ان تسبب ارتباط قسري للإلكترون في الفلك 3d   وتكون مركبات ثمانية السطوح . من ناحية أخرى، الروابط في الطرف الأيمن أقوى
ترتيب سلسلة الطيف يمكن أن تكون مستمدة من فهم أن الروابط كثير من الأحيان يتم تصنيفها من خلال قابليتها للمنح أو الاستقبال، مثل NH3 (الامونيا)، تقدم روابط من نوع σ (الاساسية)فقط، مع عدم وجود المدارات المناسبة لعملية الترابط بروابط من نوع π(ثانوية). الترابط من خلال هذه الجزيئات والمعادن  هو بسيط نسبيا، فقط باستخدام روابط σ لخلق ترابط بسيط . مثال آخر على σ روابط سيكون ethylenediamine ، ومع ذلك ethylenediamine له تأثير أقوى من الأمونيا،

## سلسلة الطيف الكيميائية لذرات المعادن
أيونات المعادن يمكن أيضا ترتيببها بالنسبة للزيادة في قيمة Δ ، وهذا أمر مستقل إلى حد كبير عن طبيعة الجزيء المرتبط.
Mn2+ < Ni2+ < Co2+ < Fe2+ < V2+< Cu2+ < Fe3+ < Cr3+ < V3+ < Co3+
بشكل عام، فإنه ليس من الممكن أن نقول ما إذا كان الجزسء الرابط سوف مجال قوي أو ضعيف مع أيون الفلز. ومع ذلك، عند النظر في أيونات المعادن، الملاحظات التالية مفيدة للمشاهدات :
- Δ يزيد مع زيادة عدد تأكسد،
- Δ يزيد بالتحرك للأسفل خلال  المجموعة الواحدة.